# Hyomin
Park Sun Young (en hangul: 박선영; Busan, 30 de mayo de 1989), conocida como Hyomin (en hangul, 효민), es una cantante y actriz surcoreana, perteneciente al grupo femenino T-ara.

## Biografía
En enero de 2022 se anunció que estaba saliendo con el futbolista surcoreano Hwang Ui-jo, sin embargo en marzo del mismo año se anunció que habían terminado.

## Carrera

### Inicios
Hyomin fue una modelo famosa antes de su debut con T-ara. Ella aprendió canto y baile bajo JYP Entertainment, y fue considerada como un reemplazo para Hyuna, que era un miembro de Wonder Girls en 2007. Antes de ser contratada por MBK Entertainment, ella comenzó a aparecer en videos musicales del grupo SS501, como Unlock, SG Wannabe, Smooth Break-Up y FT Island Heaven.
Fue elegida por Core Contents Media para ser presentada en algunas canciones de T-ara antes de su debut. Hyomin También actuó en espectáculos musicales con See Ya durante sus promociones para el sencillo Hot Girl.

### T-ara
Se unió a T-ara en 2009. En 2010, Hyomin se encontraba en el grupo Wonder Woman, junto con su compañera Eunjung.
El 14 de junio de 2011, la agencia anunció que Hyomin se convertiría en la tercera líder de T-ara.

### Carrera de actuación
En noviembre de 2009, Hyomin fue contratada en la producción musical I Really Really Like You, una adaptación de la exitosa serie dramática Love Trully, también actuó en el drama My Girlfriend is a Gumiho.
Hyomin hizo su debut en la pantalla grande en la película de terror Ryung gisaeng , interpretando el papel de un estudiante brillante y salientes secundaria llamado Yurin. La película fue lanzada el 4 de agosto de 2011.

### 2012
A principios de 2012 Hyomin se presentó en el musical Our Youth Roly-Poly, junto con los miembros del grupo Jiyeon y Soyeon . Hyomin también actuó en la versión china de We Got Married, en la que su pareja es Xinbo Fu, un cantante chino.

### Diseñadora de modas
Durante la promoción de Roly Poly, Hyomin diseñó su propio traje de moda, que hizo alarde de un modelo retro y jeans cortos que fueron populares durante su presentación
Hyomin hizo el lanzamiento de una colección de ropa exclusiva, en colaboración con el estilista de celebridades Kim Sung-Il, para G-Market, el 4 de junio de 2012. Hyomin ha comercializado un total de 150 productos de colección, y ha estado activamente involucrada en la planificación, el diseño, y los preparativos para el lanzamiento de productos de la tienda.

## Solista

### Debut
Se reveló que Hyomin y Jiyeon estarían haciendo su debut en solitario, que está considerando promover al mismo tiempo, pero finalmente Jiyeon promovió en junio y Hyomin comienza a principios de julio. El 30 de junio se lanzó oficialmente el videoclip de "Nice Body" y el primer EP de Hyomin "MAKE UP".

### 2016 - Segundo miniálbum
El 24 de febrero, Hyomin publicó imágenes teaser de su segundo álbum titulado «Sketch». Hyomin publicó el primer sencillo «Still» el 14 de marzo. Su segundo miniálbum fue publicado el 17 de marzo con la doble pista «Sketch» y «Gold», también publicó dos versiones para «Sketch», la versión original y la versión sexy. 
Hyomin hizo su primer regreso (comeback) en el M! Countdown de Mnet, el 17 de marzo; allí mismo hizo sus promociones de «Sketch» y «Gold».

## Filmografía

### Películas
| Año  | Título        | Rol   | Notas              |
| ---- | ------------- | ----- | ------------------ |
| 2011 | Gisaeng Ryung | Yurin | Película de terror |
| 2013 | Jinx!!!       | Ji Ho | Película japonesa  |

### Series de televisión
| Año  | Canal        | Título                             | Rol           |
| ---- | ------------ | ---------------------------------- | ------------- |
| 2010 | SBS          | My Girlfriend is a Nine-Tailed Fox | Ban Seon Nyeo |
| 2011 | MBC          | Gye Baek                           | Choyoung      |
| 2012 | MBC          | The Thousandth Man                 | Gu MiMo       |
| 2015 | Naver TVCast | Sweet Temptation (Drama web)       | Hyo Jin       |

### Programa de variedades
| Año                    | Título                               | Canal   | Notas                             |
| ---------------------- | ------------------------------------ | ------- | --------------------------------- |
| 2009-10                | Invincible Youth 1                   | KBS     | miembro                           |
| 2009                   | Star Golden Bell                     | KBS     |                                   |
| 2009                   | Challenge 1000 Song                  | KBS 2TV |                                   |
| 2009                   | Mnet Scandal                         | Mnet    |                                   |
| 2009                   | Imagine More                         | KBS     |                                   |
| 2009                   | Strong Heart                         | SBS     |                                   |
| 2010                   | Star Golden Bell                     | KBS     |                                   |
| 2010                   | Strong Heart                         | SBS     |                                   |
| 2010                   | Happy Together                       | KBS     | invitada                          |
| 2010                   | Taxi                                 | tvN     |                                   |
| 2010                   | Star King                            | SBS     |                                   |
| 2010                   | Bouquet                              | MBC     |                                   |
| 2010                   | Dream Girls                          | Mnet    |                                   |
| 2011                   | Star King                            | SBS     |                                   |
| 2011                   | King of Idol                         | SBS     |                                   |
| 2011                   | Challenge 1000 Song                  | KBS 2TV |                                   |
| 2011                   | Win Win                              | KBS 2TV |                                   |
| 2012                   | Naughty Boys                         | JTBC    |                                   |
| 2012                   | Running Man                          | SBS     | invitada                          |
| 2012                   | We Got Married (Ver. China)          | MBC/SMG |                                   |
| 2012                   | Invincible Youth 2''                 | KBS 2TV | invitada                          |
| 2012                   | Sponge Zero                          | KBS     |                                   |
| 2013                   | Challenge 1000 Song                  | KBS 2TV |                                   |
| 2013                   | Immortal Songs 2                     | KBS     |                                   |
| 2013                   | Let's Go! Dream Team Season 2        | KBS 2TV |                                   |
| 2014                   | Immortal Songs 2                     | KBS     |                                   |
| 2014                   | Music Travel                         | MBC     |                                   |
| 2014                   | Moon Hee Jun's Pure                  | Mnet    |                                   |
| 2014                   | Smile People                         | SBS     |                                   |
| 2014                   | Vitamin                              | KBS 2TV |                                   |
| 2014                   | Star King                            | SBS     |                                   |
| 2014                   | Hidden Singer                        | JTBC    |                                   |
| 2011, 2012, 2014, 2015 | Hello Counselor                      | KBS 2TV | Invitada, (Ep. 14, 83, 192 y 239) |
| 2015                   | A Song For You 4                     | KBS 2TV |                                   |
| 2015                   | Idol Star Athletic Championship 2015 | MBC     |                                   |
| 2018                   | King of Mask Singer                  |         | concursante, eps. 161-162         |

### Musicales
| Año  | Título                           | Rol           |
| ---- | -------------------------------- | ------------- |
| 2009 | I Really Really Like You Musical | Hong Jung Hwa |
| 2012 | Our Youth, Roly Poly Musical     | Han Joo Young |

### Apariciones en videos musicales
| Año  | Canción          | Artista     |
| ---- | ---------------- | ----------- |
| 2006 | «Unlock»         | SS501       |
| 2008 | «Heaven»         | F.T. Island |
| 2008 | «Smooth-Breakup» | SG Wannabe  |